# Antické olympijské hry

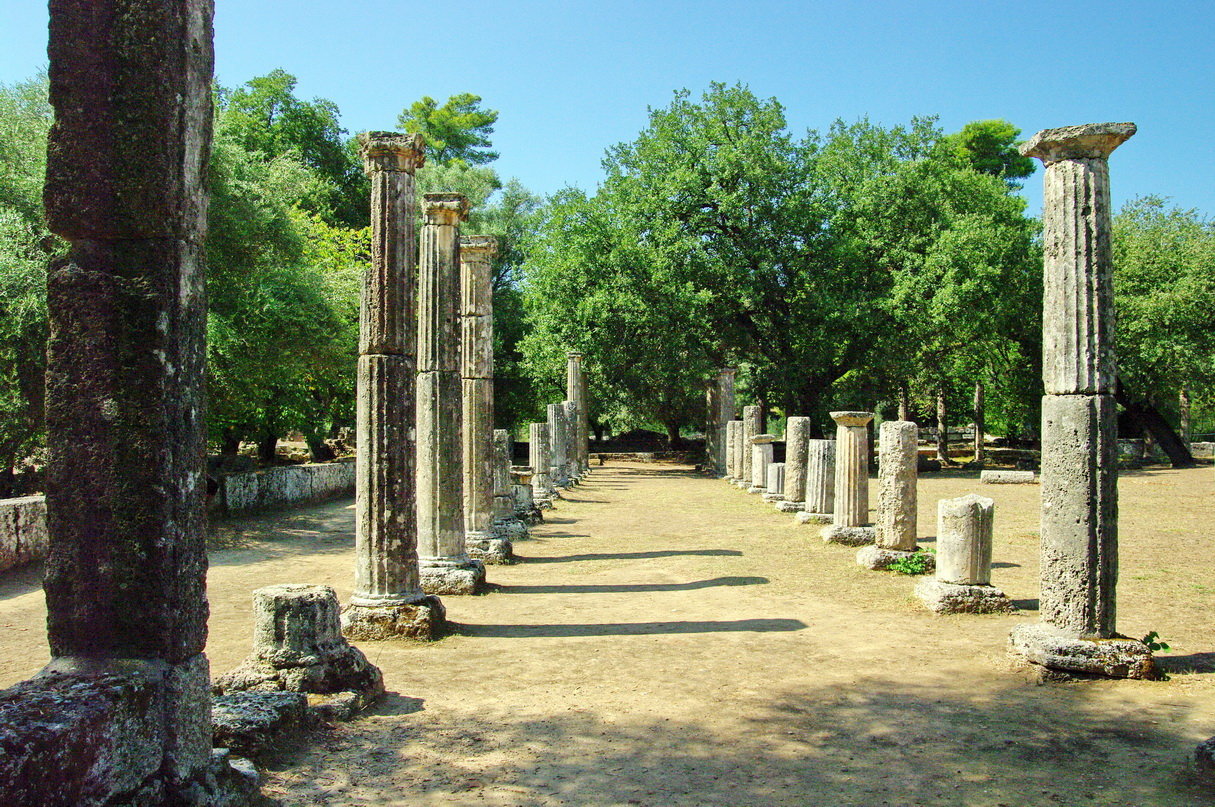
Zápasiště (palestra) v Olympii

Antické olympijské hry byly nejvýznamnější z všeřeckých her. Byly pořádány od 8. stol. př. n. l. do přelomu 4. a 5. stol. n. l. každé čtyři roky v Olympii. Konaly se v červenci nebo v srpnu k poctě boha Dia. Řekové vytvořili pro olympijské hry zakladateský mýtus.
První olympijské hry se tradičně datují do roku 776 př. n. l. Konaly se každé čtyři roky v tzv. periodách olympiád, které se staly starověkou jednotkou času. Olympiády byly datovány spolu se jménem vítěze běhu na jedno stadium (např.: „třetí rok osmnácté olympiády, kdy Ladas z Arga vyhrál stadium“). Olympijské hry pokračovaly i po dobytí Řecka Římskou republikou. Poslední písemně dochované hry se uskutečnily v roce 393 n. l. v době vlády císaře Theodosia I. Nicméně archeologické nálezy ukazují na to, že v jisté podobě mohly hry pokračovat až do vlády císaře Theodosia II. V té době do Řecka pronikli barbaři.
V průběhu olympijských her se dodržoval posvátný mír (ekecheiria), který byl ovšem limitován pouze na garanci bezpečného průchodu pro účastníky her. Vítězové her byli oceněni věncem či korunou z větviček olivovníku (kotinos). Hry měly méně disciplín než moderní olympijské hry a po mnoho let se jich mohli zúčastnit pouze řečtí muži, kteří se narodili jako svobodní občané. Nicméně v závodech na vozech (tethrippon) byli oceňováni jejich vlastníci, zde tedy mohly zvítězit i ženy.
Hry bývaly často zpolitizované. Politici soupeřících městských států na hrách oznamovali politická spojenectví a například v době válek kněží při hrách přinášeli oběti bohům za vítězství. Hry byly také sledovanou příležitostí, které některé národy a jednotlivci využívali pro vlastní politické projevy (demonstrace, bojkoty a embarga) nebo k uplatnění svého politického vlivu. Hry ale sloužily také k šíření helénské kultury po celém Středomoří. Jejich součástí byly rovněž náboženské oslavy. Významným náboženským místem byla Diova socha v chrámu v Olympii. Ta byla řazena mezi sedm divů starověkého světa. Olympijské hry byly v neposlední řadě centrem umění. Sochaři a básníci se shromážďovali na každých hrách, aby prezentovali svá díla potenciálním patronům.

## Zakladatelský mýtus

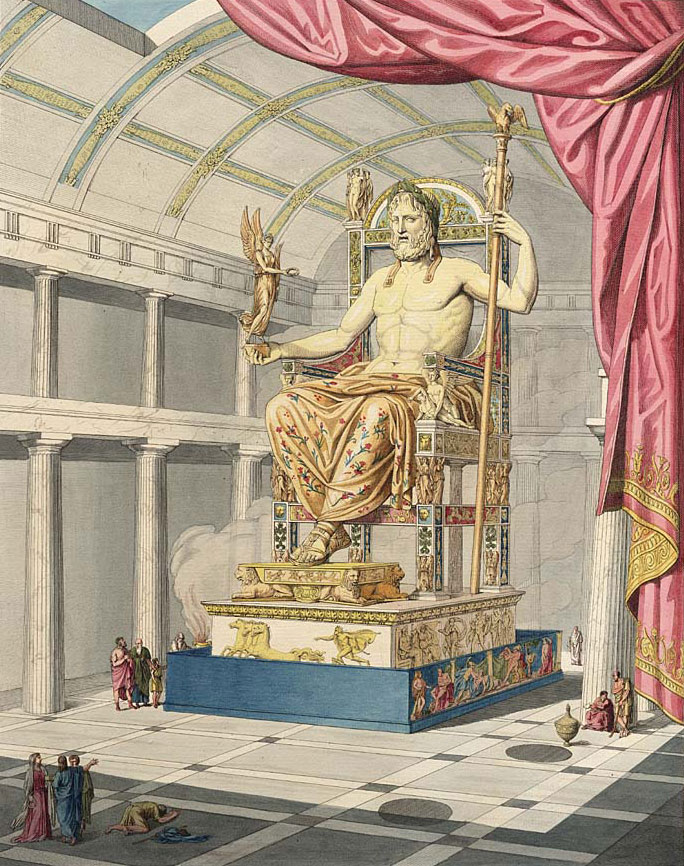
Feidiův Zeus v Olympii podle Quatremère de Quincy (1815)

Pro starověké Řeky bylo důležité zakořenit olympijské hry v mytologii. Původní tradice je téměř nemožné vystopovat, přesto došlo k poskládání několika legend. 
Řecký historik a cestovatel Pausaniás, který žil ve 2. stol. n. l., popsal příběh daktyla Hérakla (nešlo o známějšího Hérakla). Ten se svými čtyřmi bratry závodil v Olympii, aby pobavili novorozeného Dia. Zeus následně vítězi předal věnec z olivovníku a stanovil čtyřletý interval opakování závodu.
Další verzí je příběh o Pelopovi. V této legendě vystupuje král Oinomaos, který měl dceru Hippodameiu, o jejíž kráse se vyprávěly zvěsti. O její ruku se ucházela řada urozených nápadníků, ale protože nedokázali splnit podmínku jejího otce, zemřeli a jejich hlavy zdobily hradní bránu. Až přišel Pelops, syn Tantalův, král v Sipylu, odkud však byl vyhnán vojsky krále Íla. Připlul až do Písy, zalíbila se mu králova dcera a požádal o její ruku. Jenže Oinomaos byl rozhodnut, že svou dceru nikdy neprovdá, protože věštba pravila, že jeho zeť bude příčinou jeho smrti. A tak sice každého nápadníka vlídně přijal, ale vyzval ho ke zkoušce zdatnosti. Dostane jeho dceru, když zvítězí v závodě s koňmi. Ale bylo další pravidlo: vítěz poraženého probodne oštěpem a usekne mu hlavu. Pelops brzy zjistil, že král vždy vítězí, i když dá soupeři velký náskok. Měl totiž zázračné koně, daroval mu ho jeho otec, bůh války Áres. Ovšem Pelops měl zase od boha Poseidóna vůz s okřídlenými koly (nebo jiní říkali, že ho táhli okřídlení koně). Zatímco krále poháněl strach ze smrti, u Pelopa to byla láska k princezně. Navíc se pojistil - obětoval bohatě bohům a obdaroval královského vozataje Myrtila, aby uvolnil zákolník králova závodního vozu. Jiná verze uvádí, že ho podplatila sama Hippodameia, protože se chtěla vdávat. Závod probíhal jako obvykle - král dal Pelopovi náskok, ale když ho v cílové rovince doháněl a chtěl ho probodnout oštěpem, kolo vypadlo a on si při havárii roztříštil lebku. Pelops vyslovil politování, obětoval bohům a po uplynutí doby smutku se oženil s Hippodameiou. Stal se nástupcem trůnu v Píse a prý založil na památku slavnostní hry, zasvěcené Olympskému Diovi.
Pozdější legenda (připisovaná Pindarovi) tvrdí, že olympijské hry založil Héraklés, syn Dia. Podle Pindara založil Herakles atletický festival na počest svého otce Dia poté, co dokončil své pověstné úkoly.

## Historie

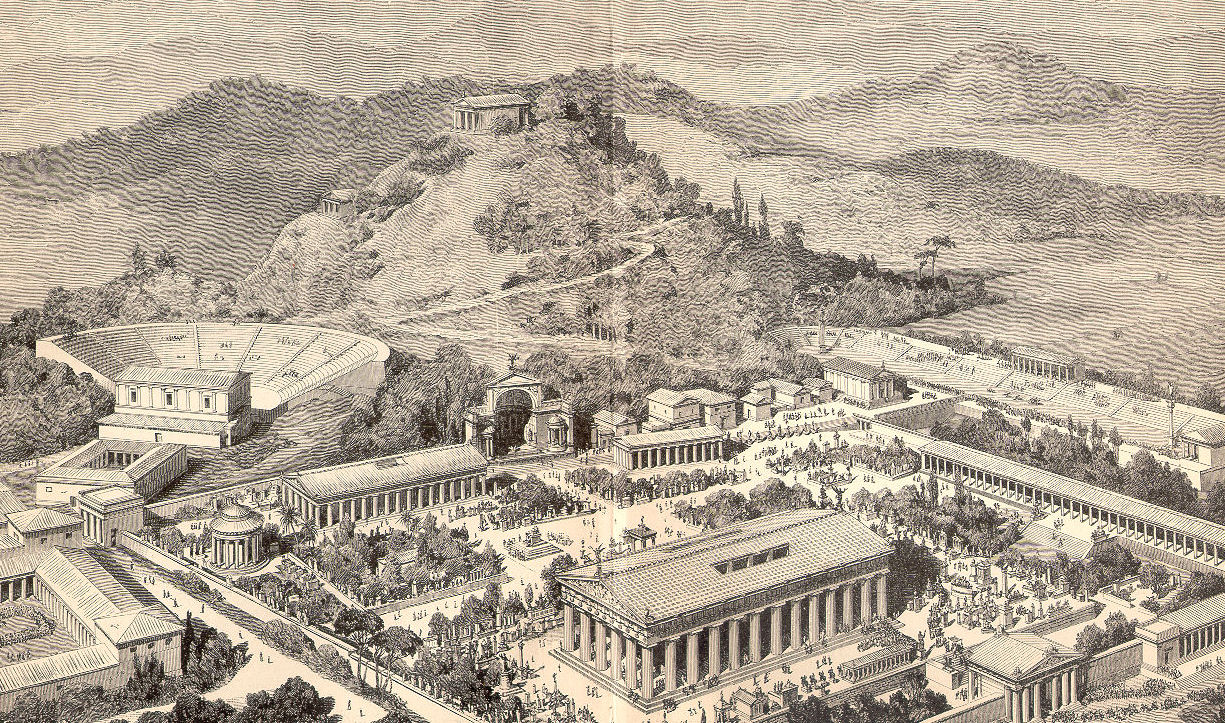
Pozdější kresba představy podoby starověké Olympie

Aristotelés vypočítal, že se první olympijské hry v Olympii uskutečnily roku 776 př. n. l. Jde o obecně přijímané datum, ačkoliv archeologické nálezy ho potvrzují jen přibližně. I proto se často uvádí, že antické olympijské hry probíhaly od 8. stol. př. n. l. V moderní době je rok 776 př. n. l., konkrétně pak 8. červenec (neděle), považován za počátek her i řeckého kalendáře. Legendy a báje však hovoří o sportovních kláních v Olympii, které se konaly mnohem dříve. Řeckému historikovi Eforovi, který žil ve 4. stol. př. n. l., je připisováno zavedení počítání období na olympiády (čtyři roky). Případně jsou v této souvislosti uváděni také Hippias z Elidy a Eratosthenés z Kyrény. Vedle olympijské datace ale existovaly i lokální kalendáře řeckých městských států. Datace uváděné v historických záznamech tak jsou někdy matoucí.
Olympijské hry se tradičně odehrávaly na území Élidy a organizovali je tzv. hellanodikové. Ti nejdříve pocházeli z vrstvy lokálních aristokratů, ale v průběhu dějin začali být voleni ze zástupců řeckých městských států. Šlo o prestižní událost, o jejíž kontrolu usilovaly i jiné mocnosti. Během druhé messénské války například kontrolu nad 34. hrami (v roce 644 př. n. l.) získalo město Písa. Brzy poté ale o ni zase přišlo.
Během prvních dvě stě let konání měly olympijské hry jen regionální náboženský význam a účastnily se jich zejména zástupci městských států v regionu. O tom svědčí dominance vítězů z řad obyvatel Peloponésu. Později ale rostl jejich význam a staly se součástí panhelénských her.
Největší rozkvět OH nastal v 5. stol. př. n. l. (tzv. klasické období). Jsou slaveny i další panhelénské hry (isthmické hry, nemejské hry, pýthické hry) v cyklu 4 let. V té době byly skládány i ódy na vítěze (epiníkie). Od 4. stol. př. n. l. závodili na OH stále častěji profesionálové (athlétés), příslušníci nižších vrstev vycvičení v jedné disciplíně (atlet), množí se i případy korupce. Od 3. stol. př. n. l. soutěžili na OH i závodníci neřeckého původu z Egypta, Malé Asie a Sýrie.
Po ovládnutí Řecka Římany (146 př. n. l.) nastal úpadek OH. K novému rozmachu došlo v 1.–3. stol. n. l., kdy byly hry podporovány římskými císaři. Císař Nero se sám aktivně účastnil her. Závodníci řeckého původu byli v menšině, vítězili Syřané, Féničané, Ilyrové, Afričané a Babyloňané.
Ve 4. století n. l. OH upadaly, ostře se proti nim jako pohanským hrám stavělo křesťanství, které se v té době stalo oficiální ideologií Římské říše. Roku 393 či 394 vydal císař Theodosius I. přísný zákaz konání her. Přesto se OH snad ještě nějakou dobu konaly, měly však pouze lokální charakter. Roku 426 byly zničeny všechny budovy v Olympii z příkazu císaře.

## Průběh a doba trvání
Přesné zprávy o době trvání her neexistují. Historikové se shodují v tom, že první hry trvaly jeden den (konala se pouze jedna disciplína – běh na jedno stadio) a že se doba trvání zvyšovala s přibývajícím počtem disciplín. Většina pak zastává názor, že v konečné podobě trvaly hry pět dnů. Najdou se však i tací, kteří se domnívají, že hry trvaly šest dnů (např. Georg von Hannover). Ve starší literatuře uváděné tvrzení o délce trvání sedm dní je považováno za překonané.

## Posvátný mír
Během konání olympijských her se dodržoval všeobecný posvátný mír, zvaný ekecheiria („zdržení se rukou od zbraní“). Na půdu Olympie nesměl vstoupit voják se zbraní v ruce a v době konání her ani ozbrojený jednotlivec. Účastníkům her byla zajištěna volná cesta do Olympie a zpět i přes území nepřátelských států. V době her byly zakázány všechny války a jiné násilné činy. Údajně o tom byla napsána smlouva, ale text se nedochoval. K porušení této dohody došlo jen výjimečně, např. roku 420 př. n. l. Spartou.

## Sportovní disciplíny

### Pentathlón
Pentathlón (pětiboj) přibyl na pořad olympijských her v roce 708 př. n. l., tedy na 18. hrách. Vítězem se stal Lampis ze Sparty. Na 38. hrách byl zaveden pentathlón dorostenců, ale hned byl zrušen.

#### Hod diskem

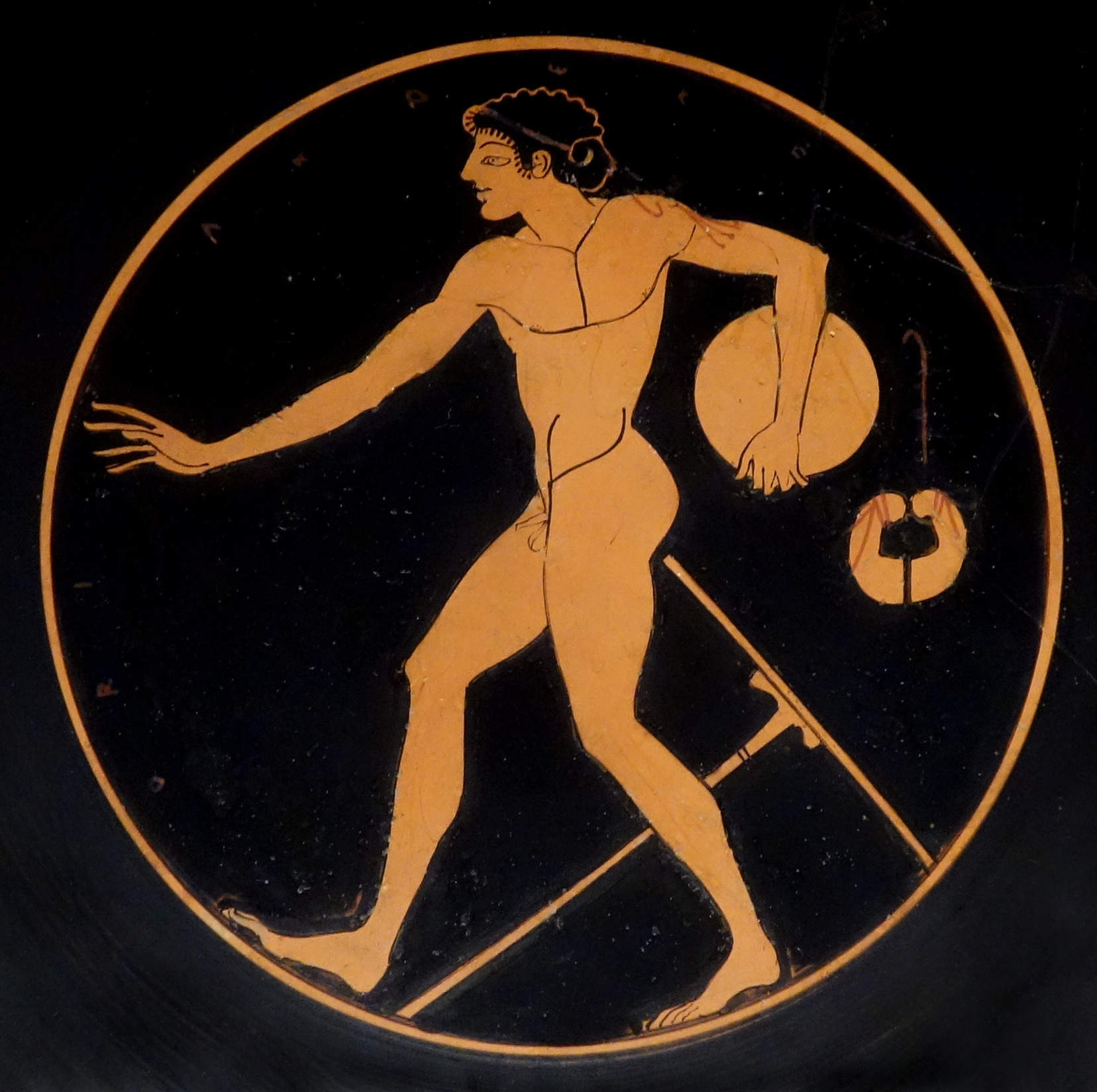
Kresba v červenofigurovém stylu hodu diskem na keramice (kolem roku 500 př. n. l.)

Soutěžní disk byl vyroben původně z kamene, později z bronzu s povrchem zdrsněným pískem. Jaké byly jeho parametry se neví, dochovaly se disky s průměrem od 16,7 do 36 cm a váhou od 1,86 do 5,7 kg. Předpokládá se, že při závodě se používal jeden disk (resp. více disků o stejných parametrech) pro všechny soutěžící.
Velká část badatelů se kloní k názoru, že technika hodu odpovídala technice soudobé (tedy hod z otočky), někteří zastávají názor, že se házelo z místa, případně s předskokem.

#### Skok daleký

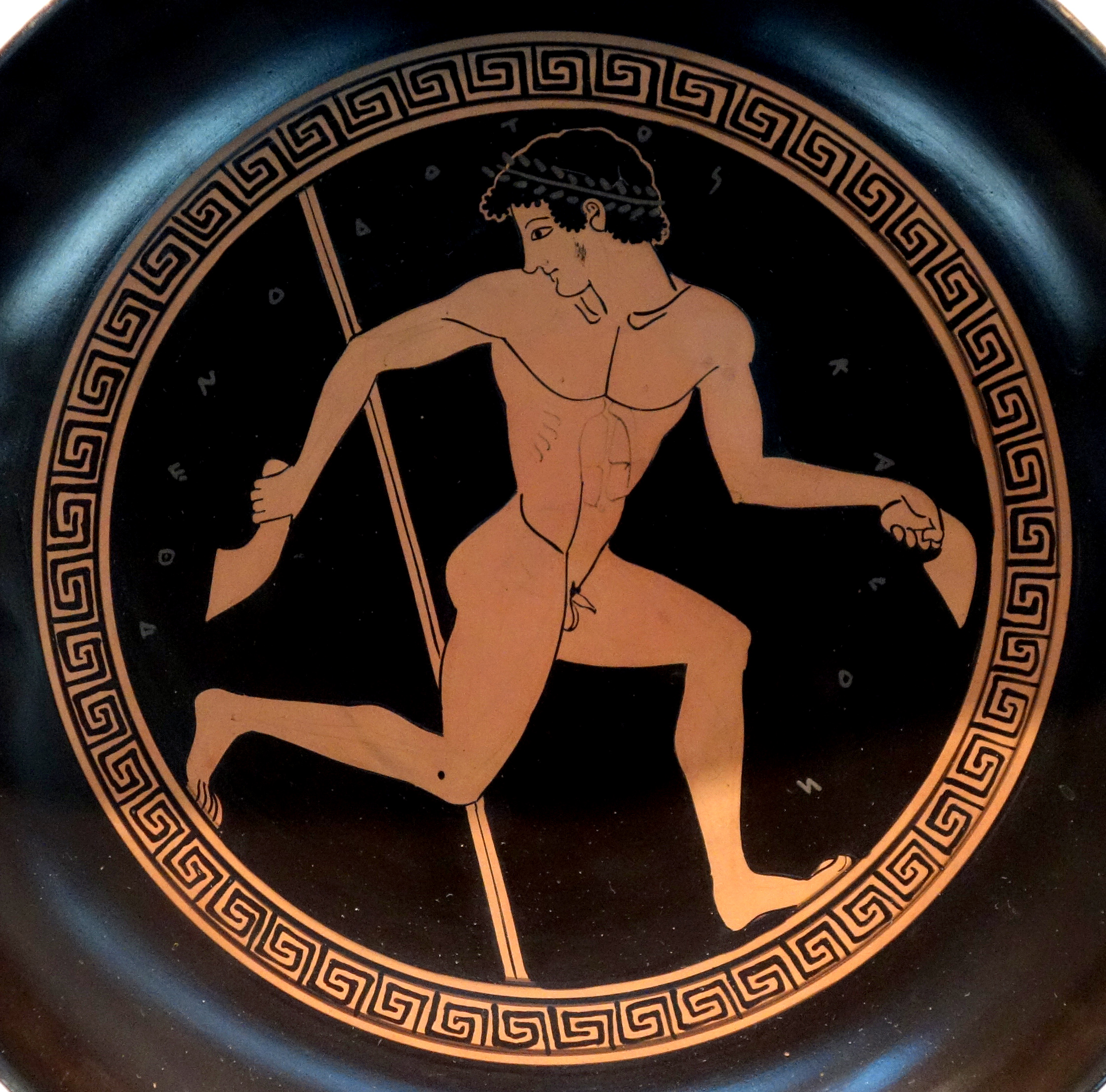
Kresba rozběhu při skoku dalekém na keramice

Skok daleký neodpovídal skoku jak jej známe dnes, ale jednalo se o skok se závažím. Atlet se rozbíhal v každé ruce s jednou skokanskou činkou, haltérou. Po odrazu přešli do fáze letu skrčmo a doskoku sedmo (což v podstatě odpovídá soudobé technice), při přechodu mezi těmito fázemi prudce vytrčili ruce s haltérami, které těsně před dopadem odhodili.

#### Běh

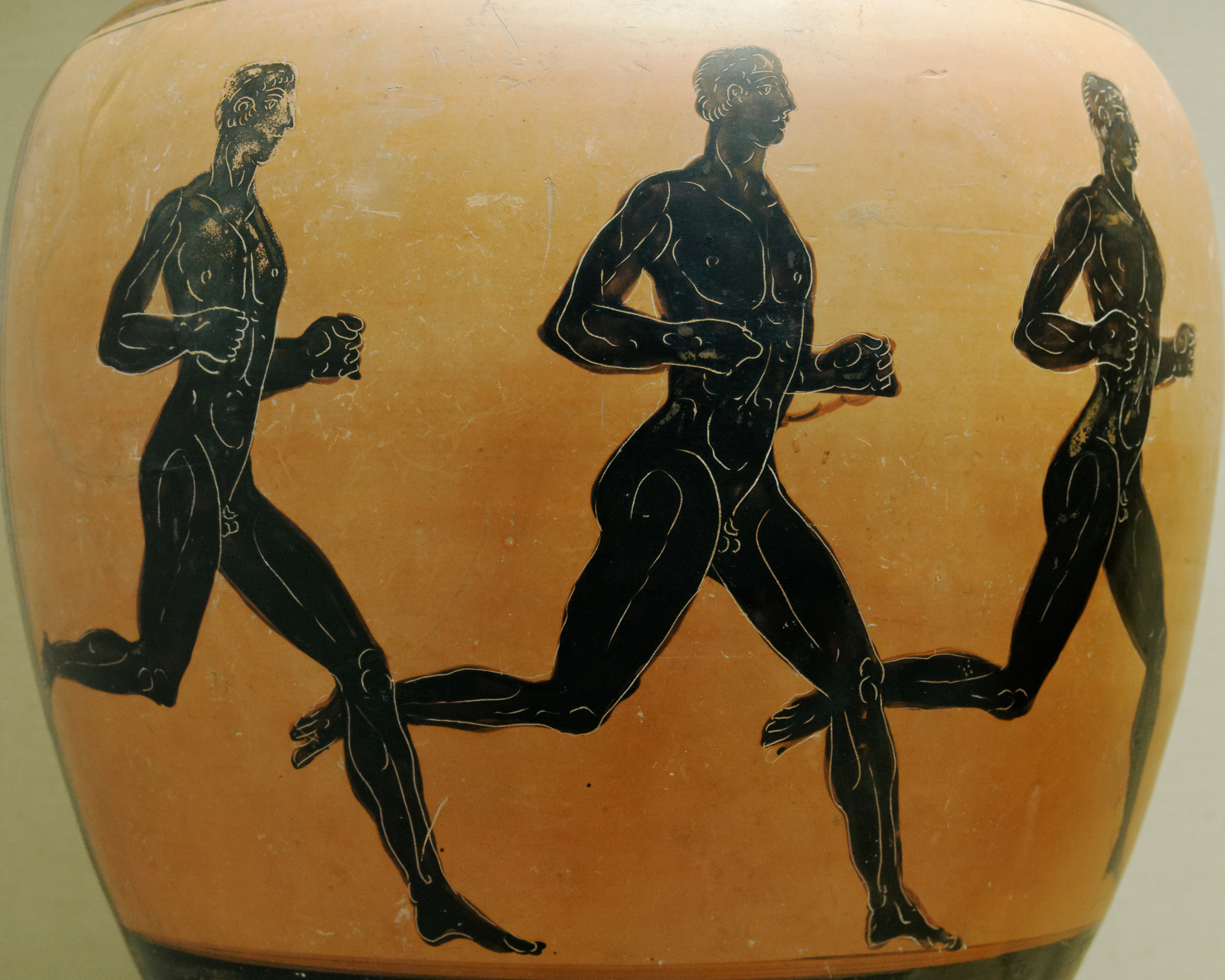
Kresba tří běžců na amfoře ze 4. stol. př. n. l.

Závodníci běhali nazí a bosí. Čas se neměřil, šlo jen o to, kdo bude první. Jeden a tentýž závodník mohl soutěžit ve všech běžeckých disciplínách. Běh na vzdálenost jednoho stadia (dromos, stadion resp. stadiodromos 192,27 m) byl první, a až do 14. her jedinou olympijskou disciplínou. Na 14. hrách přibyl běh na dvě stadia (diaulos), na 15. dlouhý běh (dolichos, resp. dolichodromos). Ten se zprvu běhal na 7 stadií, jeho délka však v průběhu let nezůstávala stejná, ale kolísala mezi 7 a 24 stadii. Při delších bězích bylo nutné dělat obrátku, protože dráha nebyla oválná, ale jen přímá. Na 37. hrách byl do programu zařazen běh dorostenců.
Běh dorostenců byl od 2 let povinný

#### Hod oštěpem
Soutěžilo se v hodu oštěpem do dálky s rozběhem. V místě úchopu byla klička z tenkého řemínku, do které vrhač strčil dva prsty a švihem ruky pak udělil oštěpu větší energii.

#### Zápas
Zápas (palé) byl na olympijské hry zaveden roku 708 př. n. l. Měl dvě hlavní formy:
- orthopalé (stadaipalé) „rovný, vzpřímený“, při němž se soutěžilo vestoje a cílem bylo shodit soupeře na zem.
- katopalé (kylisis) „přízemní, valivý“, jenž probíhal tak dlouho, dokud se jeden ze soupeřů nevzdal (zvednutím ukazováčku či prostředníku). Známo je přes čtyřicet pojmenovaných chvatů.

Zápas se na hrách objevoval jednak samostatně, zároveň jako součást pentathlónu. Prvním vítězem se stal Eurybatos ze Sparty. Na 37. hrách byl zaveden zápas dorostenců. Vítězem se stal Hipposthenés ze Sparty, který později pětkrát zvítězil v zápase mužů.

### Box

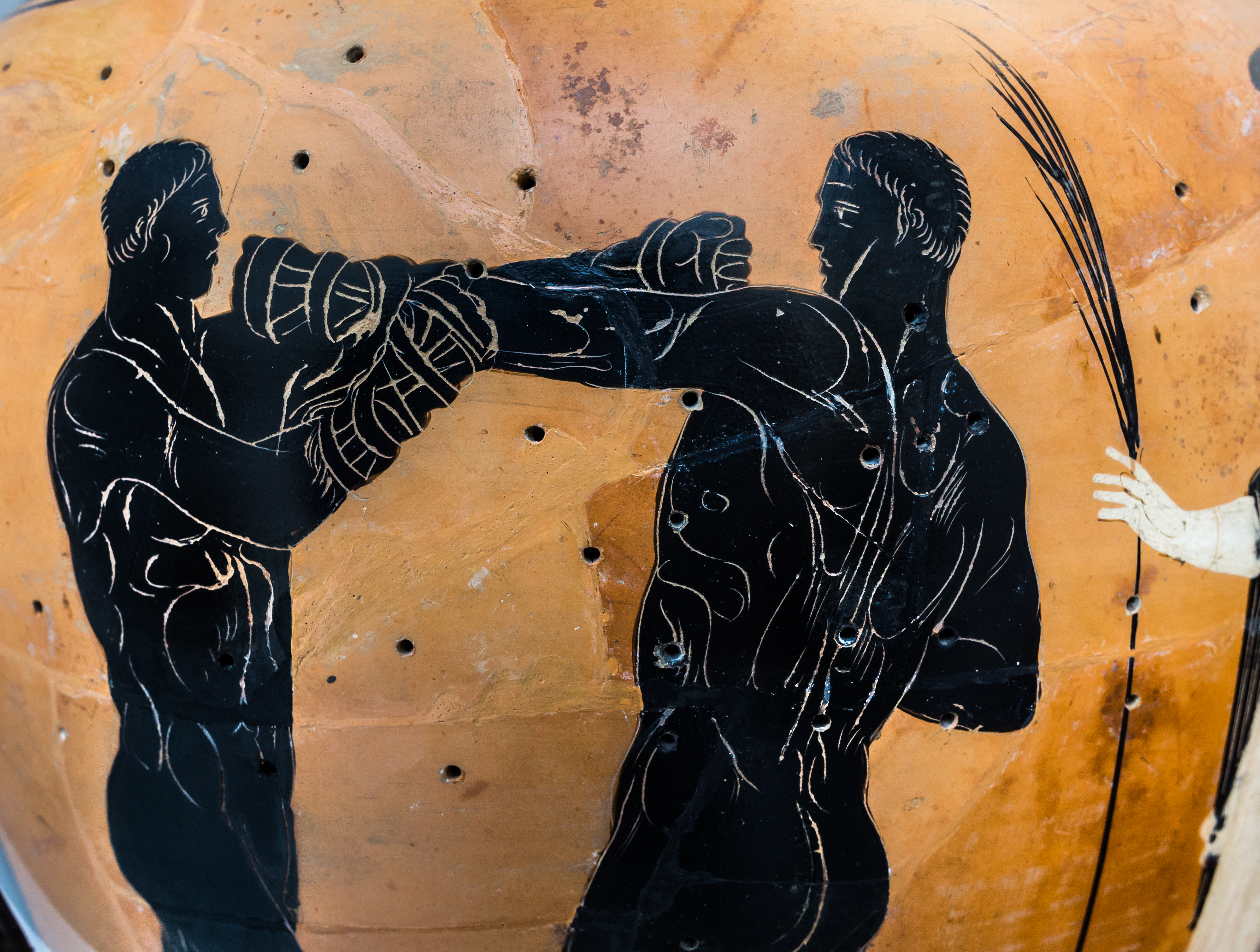
Kresba boxu na keramice (kolem roku 336 př. n. l.)

Box (pygmé, pýx) byl zaveden roku 688 př. n. l. (tehdy se také rozšířila doba konání her na dva dny). Při boxu bylo dovoleno vše kromě chvatů, držení soupeře a úderů na pohlavní orgány. Boxeři měli pěsti ovinuty řemeny, později si navlékali rukavice. Konec utkání nastal tehdy, když se jeden z dvojice vzdal nebo zůstal bezvládně ležet na zemi. Při dlouho trvající nerozhodnosti nařídil rozhodčí klimax – jeden dal úder druhému, který se nesměl krýt. Když to vydržel, měl toto právo zase on atd.
Prvním vítězem se stal Onomastos ze Smyrny. Na 41. hrách byl zaveden box těžké váhy.

### Pankration

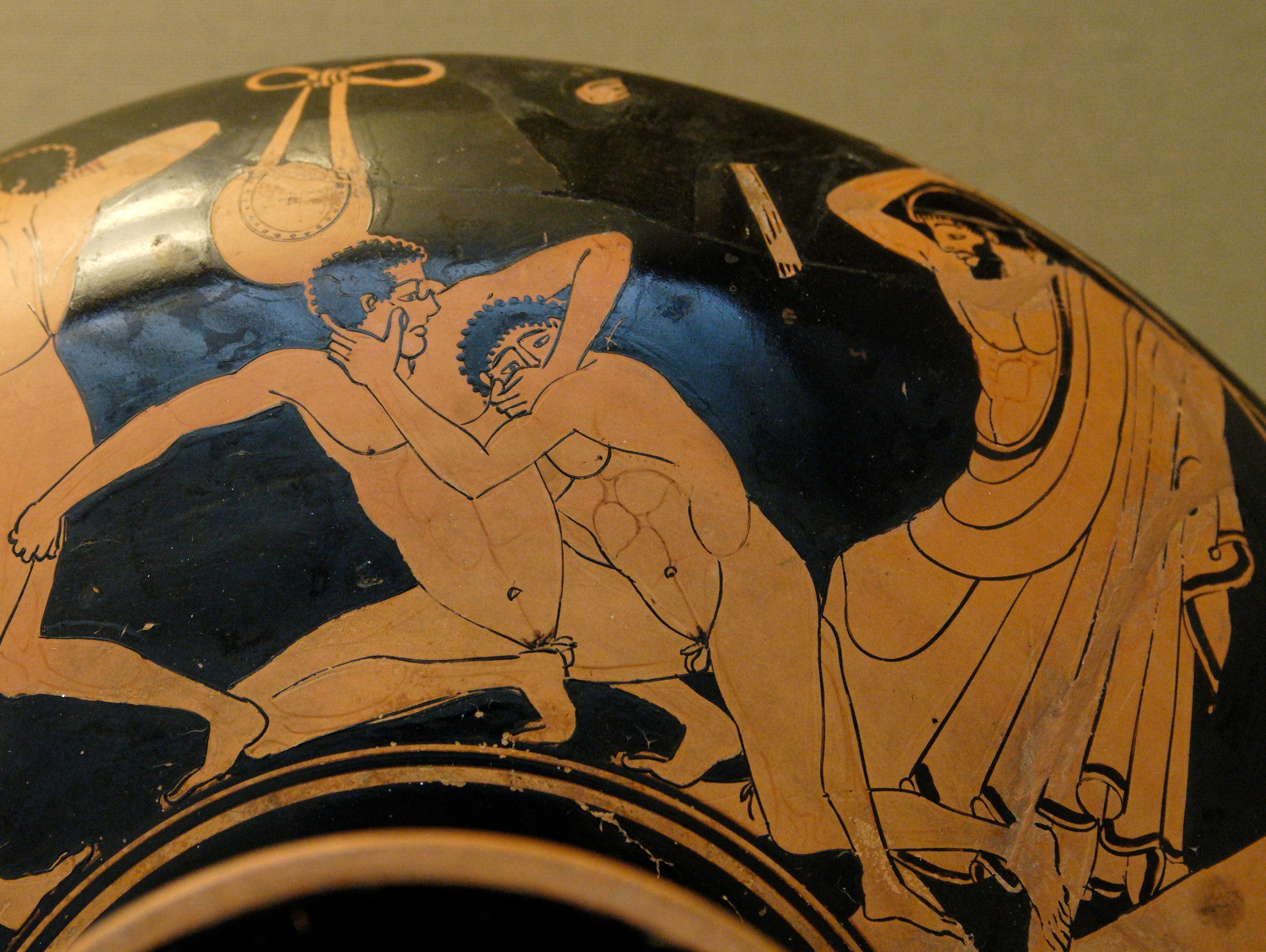
Kresba scény z pankrationu na amfoře z 5. stol. př. n. l. Rozhodčí zasahuje proti faulu během zápasu.

Pankration („všeboj“) byl zaveden roku 648 př. n. l. Šlo v podstatě o kombinaci zápasu a boxu. Dovoleny byly všechny hmaty a údery, pouze se nesmělo útočit na oči a pohlavní orgány, zakázáno bylo také hryzání, škrábání a užití pěstních řemenů. Existovaly dvě hlavní formy:
- vzpřímená – ano (orthostaden)
- přízemní – kató

Bojovalo se opět tak dlouho, dokud se jeden ze soupeřů nevzdal nebo nepadl vyčerpáním.

### Běh těžkooděnců
Roku 520 př. n. l. byl přiřazen běh těžkooděnců. Muži v této disciplíně běhali přes stadion v plné polní zbroji, avšak beze zbraní, které byly zakázány. Tato soutěž měla připomínat důležitost vojenského výcviku.

### Soutěž trubačů a hlasatelů
Roku 396 př. n. l. byla zavedena soutěž trubačů a hlasatelů. U soutěží trubačů se hodnotil silný zvuk trubice a vytrvalost trubače.

## Účastníci her

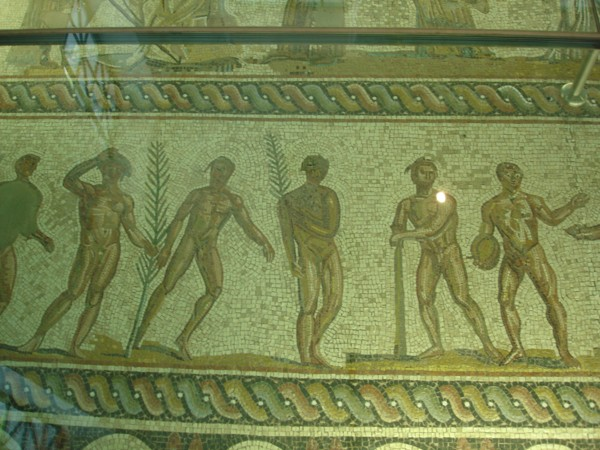
Olympijští vítězové

Před hrami poslové z Olympie zvali k účasti po celém antickém Řecku, oznamovali přesné datum konání her a vyhlašovali posvátný mír, ekecheiria. Jako závodníci se OH směli zúčastnit pouze svobodní občané řeckého původu (vyloučeni byli cizinci, otroci, ženy), přihlížet hrám mohl kdokoli (kromě řeckých provdaných žen). Pro ženy se v době her konaly samostatné závody v běhu při héraích.
Závodníci se museli dostavit do Olympie měsíc před počátkem her k intenzivní přípravě spojené s dietou. Hry byly zahajovány průvodem závodníků a jejich slavnostní přísahou Diovi Olympskému. Jednotlivé závody probíhaly pod dozorem hellanodiků (rozhodčích; zprvu 2, později 9). Závodníci soutěžili nazí, aby nedošlo k podvodu a aby ukázali krásu svých těl. Vítězové v jednotlivých disciplínách byli odměňováni olivovým věncem, měli právo dát si postavit své sochy, rodné obce jim prokazovaly čestné pocty.
K hrám se scházeli zástupci řeckých států, podepisovali zde politické smlouvy, při hrách se upevňovalo vědomí řecké národní a kulturní sounáležitosti.

## Olympijská sláva
Na konci každé soutěže soudce ovinul čelo vítězi červenou vlněnou páskou. Až v poslední den her vítězové, shromáždění pod Diovým chrámem, dostali olivové koruny. Olympijský vítěz získal respekt ve všech oblastech života. Vítězství na olympijských hrách bylo ceněno tak vysoko jako vítězství vojevůdce ve válce. Ve svém městě byl velkolepě uvítán. Nejprve zamířil do chrámu, kde vzdal děkovnou oběť bohům a věnoval jim svůj věnec. Pak vláda a rada města uspořádala na jeho počest slavnostní hostinu v prytaneiu, kde měl od té doby zadarmo stravování. Vítěz byl často osvobozen od některých nebo i všech daní. Získal také keramické vázy naplněné jemným olejem. Měl též právo nechat si postavit v posvátném háji v Olympii sochu – bohatí si ji zaplatili sami, chudým město.